# Francesco Zanzi
Francesco Zanzi (Gorgonzola, 1804 – Monza, 1878) fu un presbitero italiano, noto per il suo lungo servizio come arciprete del Duomo di Monza e per il suo impegno durante i moti risorgimentali del 1848.

## Biografia
Originario di Gorgonzola, Zanzi fu ordinato sacerdote nel 1825. Iniziò il suo ministero come parroco nella sua città natale, per poi essere nominato arciprete del Duomo di Monza nel 1841, incarico che mantenne fino alla morte nel 1878. Durante il suo mandato, si distinse per l'attenzione alla formazione spirituale e per il sostegno a iniziative religiose locali.

### Quattro giornate di Monza
Nel marzo del 1848, in concomitanza con l'insurrezione di Milano, Monza fu teatro di una rivolta popolare nota come le Quattro giornate di Monza. L'arciprete Zanzi ebbe un ruolo determinante: ordinò di suonare le campane di tutte le chiese cittadine che, mentre venivano lanciati in cielo palloni di carta velina con il messaggio "Milano è insorta, accorrete!", incitarono la popolazione alla mobilitazione contro il dominio austriaco.

### Attività pastorale
Oltre al suo impegno civile, Zanzi fu una guida spirituale influente. Sostenne la fondazione di istituti religiosi e fu mentore di figure come Maria Matilde Bucchi, fondatrice delle Suore del Preziosissimo Sangue. Inoltre, nel 1852, contribuì al riconoscimento della Pia Società delle Sacramentine a Monza.

## Eredità
Francesco Zanzi è ricordato come una figura di rilievo nella storia religiosa e civile di Monza. In suo onore, la città ha dedicato una via che porta il suo nome.